# Tetramorfos

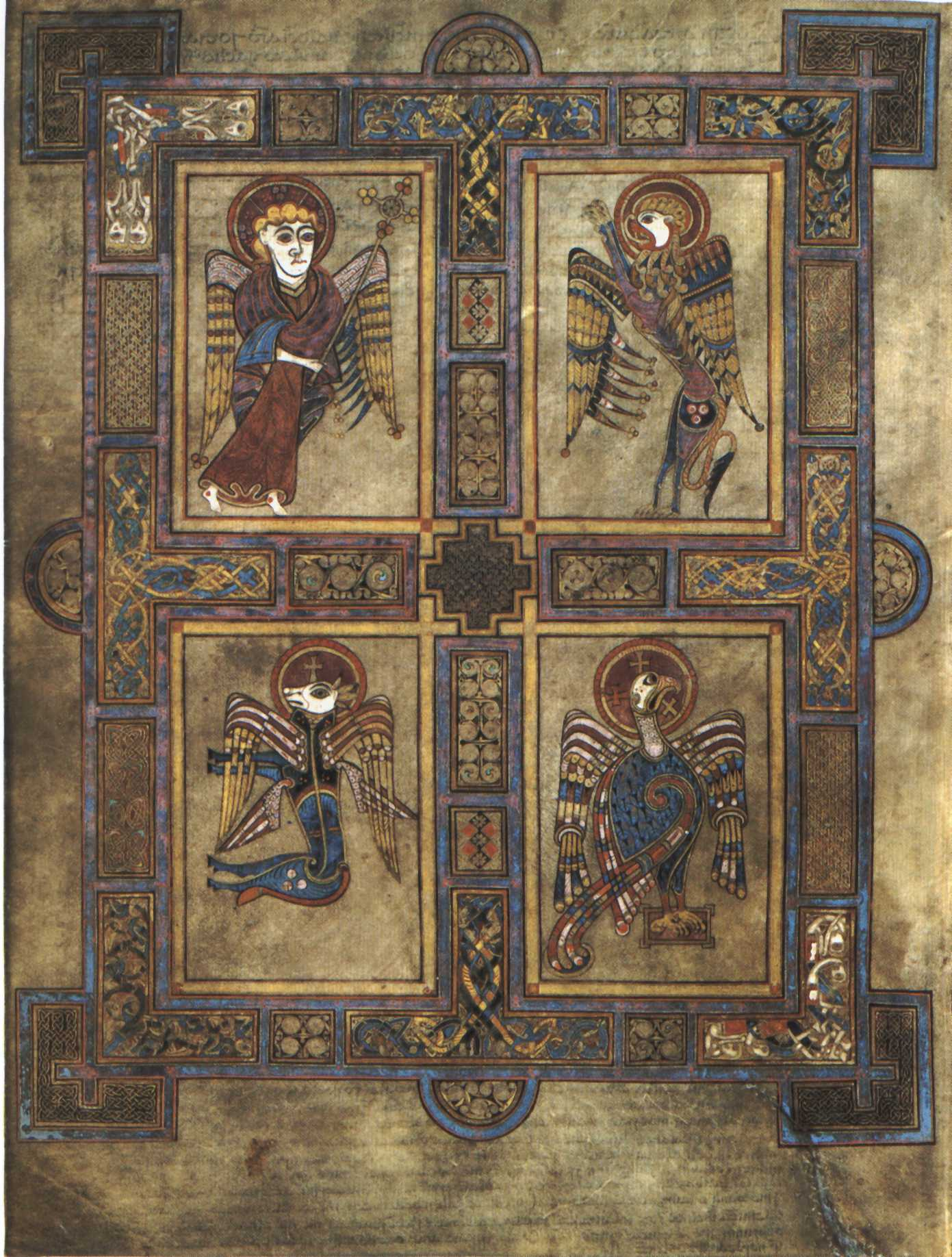
O Tetramorfo do Livro de Kells, fólio 27, Irlanda, c. 800.

Um tetramorfos é um conjunto simbólico de quatro elementos distintos, ou a combinação de quatro elementos díspares, ou opostos, em unidade. O termo é derivado da letra grega tetra ("quatro") e morph ("forma").
Na Arte Cristã, o tetramorfos é a união dos quatro «seres viventes» no Livro de Ezequiel como representação dos Quatro Evangelistas, tanto em uma única figura ou, mais comumente, como um grupo de quatro figuras. Cada um dos quatro Evangelistas é associado a uma criatura e, geralmente, com asas. A associação mais comum, embora não pioneira, é: 
- o Leão representa Marcos;
- o Homem, representa Mateus;
- a Águia representa João;
- o Touro representa Lucas.

Tanto na arte quanto na iconografia cristã, o retrato dos Evangelistas é comumente acompanhado do Tetramorfos ou do único ser vivente que o representa, e também Cristo em Majestade costuma ser envolto pelas quatro criaturas simbólicas.

## Os quatro evangelistas como os quatro seres viventes
A associação dos quatro seres viventes com os quatro evangelistas originou-se com Ireneu de Lyon no século II. A interpretação de cada criatura varia dentro da história da igreja. A interpretação mais comum foi proposta por Vitorino de Pettau e então adotada por Jerônimo, São Gregório e pelo Livro de Kells. Nesta interpretação o "Homem" é Mateus, o "Leão" é Marcos, o "Touro" é Lucas e a "Águia" é João. As criaturas do Tetramorfos, assim como os Quatro Evangelhos representam quatro facetas de Cristo.
|                                                  | Homem  | Leão   | Touro  | Águia  |
| ------------------------------------------------ | ------ | ------ | ------ | ------ |
| Ireneu de Lyon (130-202)                         | Mateus | João   | Lucas  | Marcos |
| Hipólito de Roma (170 – 235)                     | Marcos | Mateus | Lucas  | João   |
| Vitorino de Pettau (d. 304)                      | Mateus | João   | Lucas  | Marcos |
| Epifânio (310-403)                               | Mateus | Marcos | Lucas  | João   |
| Cromácio (d. 407)                                | Mateus | João   | Lucas  | Marcos |
| Jerônimo (347-420)                               | Mateus | Marcos | Lucas  | João   |
| pseudo-Atanásio de Alexandria (c. 350)           | Mateus | Lucas  | Marcos | João   |
| Ambrósio (340-397)                               | Mateus | Marcos | Lucas  | João   |
| Agostinho de Hipona (354-430)                    | Marcos | Mateus | Lucas  | João   |
| Primásio (d. 560)                                | Marcos | Mateus | Lucas  | João   |
| Papa Gregório I (540-604)                        | Mateus | Marcos | Lucas  | João   |
| Livro de Kells (c. 800)                          | Mateus | Marcos | Lucas  | João   |
| Adão de São Vitor (d. 1146)                      | Mateus | Marcos | Lucas  | João   |
| Tomás de Aquino (1225-1274)                      | Mateus | Marcos | Lucas  | João   |
| Comentário Bíblico Jamieson-Fausset-Brown (1871) | Lucas  | Mateus | Marcos | João   |
| Aimee McPherson (1890-1944)                      | Lucas  | João   | Marcos | Mateus |
| Watchman Nee (1903-1972)                         | Lucas  | Mateus | Marcos | João   |
| Harry A. Ironside (1876-1951)                    | Lucas  | Mateus | Marcos | João   |
| Bíblia de Referência Scofield (1967 ed.)         | Lucas  | Mateus | Marcos | João   |
| Witness Lee (1905-1997)                          | Lucas  | Mateus | Marcos | João   |

Fica evidente, pela tabela acima, que vários esquemas interpretativos foram seguidos durante a história da igreja. As razões geralmente estão relacionadas com os principais temas, colocações e com qual qual aspecto de Cristo é mais enfatizado em cada Evangelho.